# سزار ریکلر
سزار ریکلر (انگلیسی: Cesare Rickler؛ زادهٔ ۱۸ مارس ۱۹۸۷) بازیکن فوتبال اهل ایتالیا است.
از باشگاه‌هایی که در آن بازی کرده‌است می‌توان به باشگاه فوتبال مودنا، باشگاه فوتبال کیه‌وو ورونا، باشگاه فوتبال بولونیا، باشگاه فوتبال پیاچنزا، و باشگاه فوتبال پیزا اشاره کرد.
وی همچنین در تیم ملی فوتبال زیر ۲۰ سال ایتالیا بازی کرده‌است.